# Rue Hincmar
La  rue Hincmar  est une voie de la commune de Reims, située au sein du département de la Marne, en région Grand Est.

## Situation et accès
La rue Hincmar appartient administrativement au quartier centre-ville.
Elle relie les rues Chanzy et Clovis et porte le nom de Hincmar de Reims, l'un des premiers évêques de la ville.
Elle est à sens unique et légère descente vers la Vesle.

## Origine du nom
Elle porte le nom d'Hincmar de Reims (805-882), archevêque de Reims de 845 à 882.

## Historique
La rue porte ce nom depuis au moins l'année 1843, elle a porté les noms de « rue des Morts » ou « rue du Cimetière-Saint-Denis », car elle passe sur l'ancien cimetière de l'abbaye de st-Denis. La partie entre la rue Brûlée et la rue des Capucins s'est appelée « rue Suzain ». Cette rue en partie nouvelle prit sur le Grand Jard, 6ha de terre à potager, à vergers et de marais sur le bord de Vesle qui appartenait à Mme Jacob.

## Bâtiments remarquables et lieux de mémoire
- Au n°6 bis – 8 : Immeuble remarquable pour lequel  son architecte, Jean de La Morinerie, a reçu la médaille d’argent au concours de façade de l’URAD en 1923. Il est repris comme éléments de patrimoine d’intérêt local[1].
- Au n°13 bis – 8 : Immeuble remarquable d’une composition symétrique à pignon central avec bas-reliefs et ferronneries légères d’inspiration Art déco. Il est repris comme éléments de patrimoine d’intérêt local[2].
- Au n°11 passage sous le porche) : le Square des Jacobins avec les ruines du Couvent des Jacobins de Reims,
- Face au square des Jacobins : square René et Henri Druart (1888-1961)(1902-1979) Erudits Rémois Hommes de Lettres ;
- Au n°34 : le lycée Libergier. L'accès se fait au 55 rue Libergier.
- Aux n°35-37-39 : immeuble matérialisant l'emplacement du Couvent des Capucins de Reims.

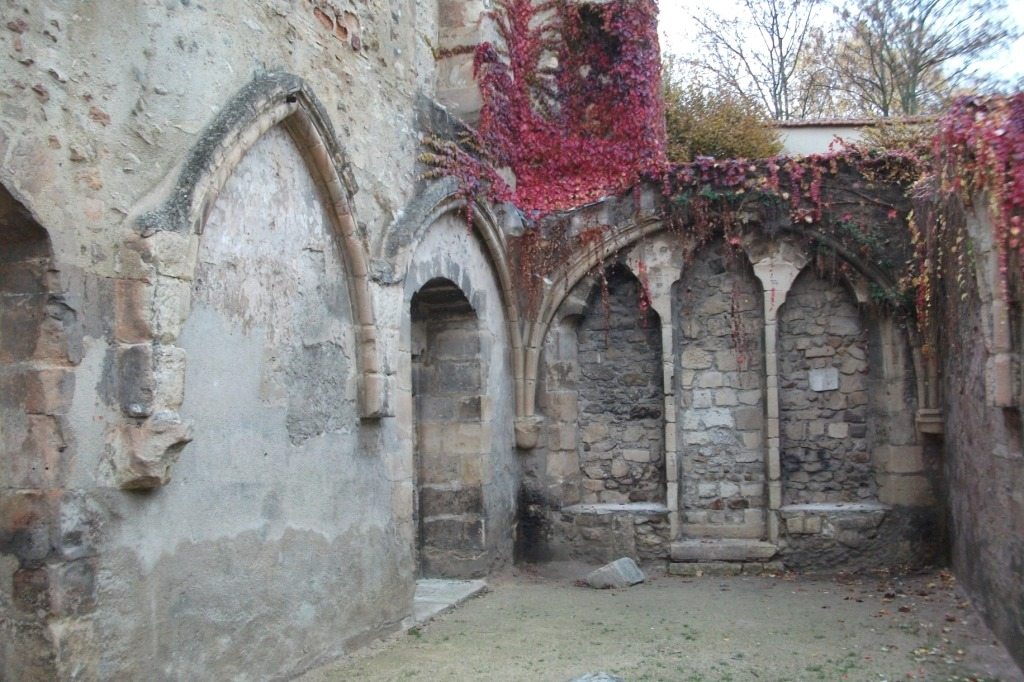
le Couvent des jacobins.
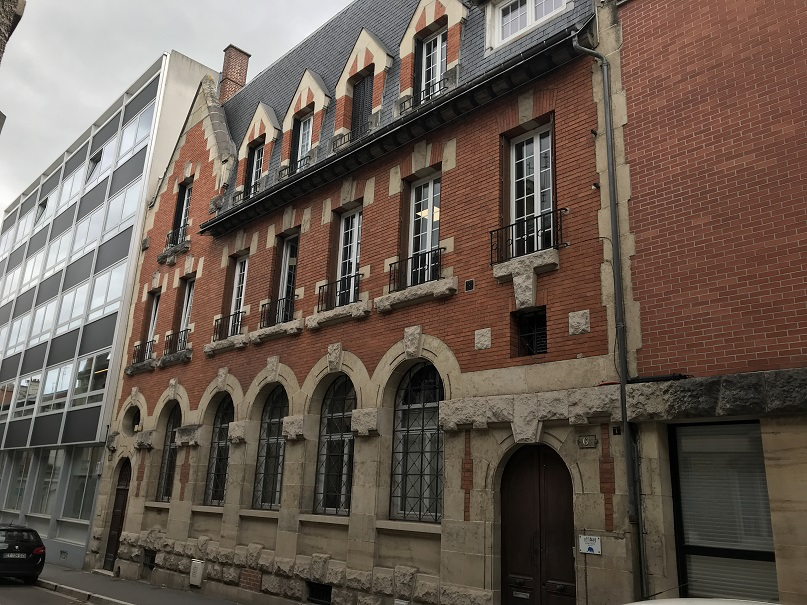
6 bis – 8 Rue Hincmar Reims
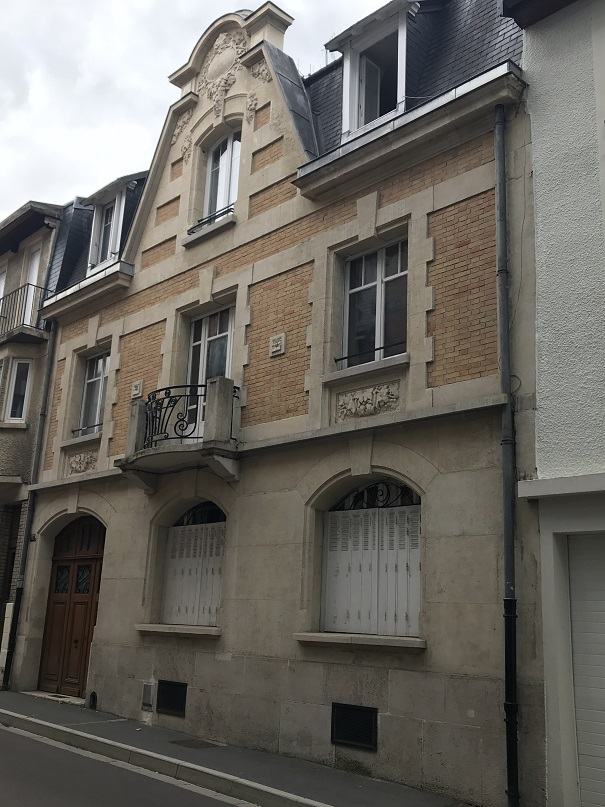
13 Rue Hincmar Reims